# Cheikha Rimitti

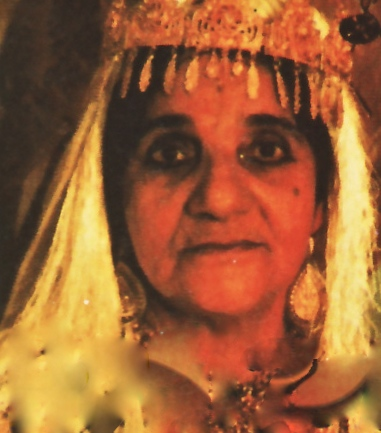
Cheikha Rimitti

Cheikha Rimitti (arabisch شيخة ريميتي, DMG Šayḫa Rīmītī; * 8. Mai 1923 in Tessala bei Sidi bel Abbès; † 15. Mai 2006 in Paris; bürgerlicher Name سعدية باضيف / Saʿdiya Bāḍiyaf) war eine algerische Raï-Sängerin.
Ihr Künstlername (auch Remitti geschrieben) stammt vom französischen „Remettez“, zu Deutsch „Schenk nach!“ Cheikha Rimitti galt als die berühmteste der Sängerinnen der Cheikhates-Generation nach 1920 und war bis zu ihrem Tod aktiv. Ihre Musik illustrierte den inhaltlichen Wandel vom orchestralen Medahates-Raï hin zum individuelleren Cheikha-Stil, begleitet von der Gasba (einer Rosenholzflöte) sowie der Guellal (einer Rahmentrommel).

## Leben und Karriere
Rimitti wuchs in Relizane auf und verlor früh ihre Eltern. Sie schlug sich als Haushaltshilfe in französischen Familien durch und schloss sich dann einer Gruppe von Wandermusikern an. Mit dieser durchlebte sie die schweren Typhusseuchen jener Zeit; sie selbst sagte später über diese Phase ihres Lebens: „Man lud die Toten auf Karren [...] Ich weinte und sang zugleich, um dieses ganze Leid abzuschütteln, das mich kaputtgemacht hatte.“
Cheikha Rimitti machte 1952 ihre erste Schallplattenaufnahme, damals noch unter dem Namen Cheikha Remettez Reliziane, für die französische Plattenfirma Pathé-Marconi. Zwei Jahre später wurde sie dann unter ihrem heutigen Namen durch Skandalstücke mit offenen feministischen und freizügigen Texten berühmt.
Zur Zeit des Algerienkriegs hatte Cheikha Rimitti den Widerstand unterstützt, in der nachfolgenden prüden Gesellschaft war für den Raï jedoch kein Platz. Unter Boumedienne erhielt sie Auftrittsverbot und, befördert durch das Auftauchen neuer Raï-Stile, geriet Cheikha Rimitti mit ihrem sehr traditionellen Stil ein wenig in Vergessenheit.
Im Jahr 1976 unternahm sie den Haddsch, die Pilgerfahrt nach Mekka, 1979 trat sie erstmals wieder im Ausland, in Frankreich, auf. In den 1980er-Jahren, mit dem weltweiten Erfolg des Raï, entsann man sich ihrer wieder. Sie tourte international und spielte einige modern instrumentierte und arrangierte Alben. An diesen Alben beteiligten sich auch renommierte westliche Musiker wie der Red-Hot-Chili-Peppers-Bassist Flea.
Sie verstarb 2006 im Alter von 83 Jahren in Paris an einem Herzinfarkt. Bis kurz vor ihrem Tod trat sie noch regelmäßig auf.
Das Werk von Cheikha Rimitti umfasst 55 Schellackplatten, über 400 Kassetten und ca. 30 Alben auf LP und CD.

## Diskografie (Auswahl)
- 1994: Sidi Mansour mit Robert Fripp (King Crimson), Flea (Red Hot Chili Peppers) und East Bay Ray (Dead Kennedys)
- 1995: Cheikha wieder mit Flea und Robert Fripp
- 2000: Trab Music aufgenommen in Oran 1993
- 2000: Nouar
- 2001: Live – European Tour 2000
- 2005: N'Ta Goudami